# Фоголла, Франциск
 Франци́ск Фого́лла  (итал. Francesco Antonio Domenico Fogolla, 4 октября 1839, Монтереджио, Тоскана — 9 июля 1900, Тайюань) — святой Римско-Католической Церкви, мученик, францисканец, епископ, мученик.

## Биография
В 1858 году Франциск Фоголла вступил во францисканский орден. 19 сентября 1863 года Франциск Фоголла был рукоположён в священника. 13 декабря 1866 года Франциск Фоголла был направлен на миссию в Китай. 24 августа 1898 года, будучи в Китае, Франциск Фоголла был рукоположён в титулярного епископа Баги и назначен вспомогательным епископа-коадъютора апостольского викариата провинции Шаньси. В 1898 году, чтобы привлечь священнослужителей и монашествующих для работы на миссии в Китае, путешествовал по Европе со своим помощником Симоном Чэнь Симанем и четырьмя китайскими семинаристами (среди которых были Патрик Дун Боди и Иоанн Ван Жуй), рассказывая о деятельности Католической Церкви среди китайцев. Благодаря этому путешествию Франциск Фоголла смог найти материальные средства для обеспечения жизнедеятельности китайских миссий и привлечь для работы на миссиях несколько молодых священников и семь монахинь из конгрегации «Францисканки Миссионерки Марии».
Вскоре после их приезда в Китай, там в 1899 году началось ихэтуаньское восстание боксёров, во время которого со стороны повстанцев стали жестоко преследоваться христиане. Франциск Фоголла был арестован по приказу губернатора Шаньси Юй Сяня вместе с двумя другими епископами Григорием Марией Грасси и Элиасом Факкини, а также среди арестованных были три священника, семь монахинь, десять мирян.
9 июля 1900 года Франциск Фоголла был казнён вместе с другими двадцатью шестью верующими.

## Прославление
Франциск Фоголла был беатифицирован 27 ноября 1946 года Римским Папой Пием XII и канонизирован 1 октября 2000 года Римским Папой Иоанном Павлом II вместе с группой 120 китайских мучеников.
День памяти в Католической Церкви — 9 июля.

## Источник
- George G. Christian OP, Augustine Zhao Rong and Companions, Martyrs of China, 2005, стр. 19 (недоступная ссылка)  (англ.)